# Terranova

Logo kanału Terranova

Terranova – niemiecki kanał telewizyjny nadający głównie programy o tematyce podróżniczej i popularnonaukowej. Należy do francuskiej spółki Groupe AB, będącej m.in. posiadaczem drugiej co do wielkości platformy cyfrowej we Francji. Kanał powstał w wyniku przekształcenia znanej także w Polsce telewizji muzycznej Onyx. Zakończył emisję 10 lipca 2007 roku.